# Vuurtoren Dornbusch
De vuurtoren Dornbusch staat op het Duits eiland Hiddensee in de Oostzee. Het internationale serienummer is C 2588.
De toren staat op een 72,5 meter hoge duin, de Schluckswiek genoemd. 

## Toegang
Sinds 1994 is de vuurtoren open voor publiek. Er zijn 102 traptreden tot aan het uitzichtplatform, ter hoogte van de lens. Vanwege de geringe omvang mogen er maar 15 personen tegelijkertijd in de toren. Bij windkracht 6 of hoger is de toren gesloten vanwege de veiligheid. Vanaf de vuurtoren is bij helder weer het Deense eiland Møn te zien.